# 北田優歩
北田 優歩（きただ ゆほ、1987年5月10日 - ）は、日本のAV女優。サンプロ所属。
身長:155cm。スリーサイズ:B84(C-70)・W60・H85。血液型:A型。

## 略歴・人物
2005年10月に「立花もえ（たちばな もえ）」の名前で『裸のセキララ』（h.m.p）でAVデビュー。なお、この頃のプロフィールは、1986年12月24日生、血液型:O型となっていた。
2006年8月に『初セル』（MOODYZ）でセルデビュー。
2007年1月に引退したが、同年8月に「北田優歩」と改名して活動を再開。以降、多数の作品に出演している。

## 出演作品

### 立花もえ 名義
2005年
- 裸のセキララ（10月26日（レンタル）/10月31日（セル）、h.m.p）
- 花びらに接吻（11月25日（レンタル/セル）、h.m.p）
- 放課後もえパン♥エロリーナ（12月25日（レンタル/セル）、h.m.p）

2006年
- 魅せてアゲル♥もえの色エロSEX（1月25日（レンタル/セル）、h.m.p）
- 悩殺!エロスペシャル（2月25日（レンタル/セル）、h.m.p）
- すっぴんSEX「超もえる」（3月25日（レンタル/セル）、h.m.p）
- オジさんの指でお尻ムラムラ♥（5月25日（レンタル/セル）、h.m.p）
- Candy [strawberry]（4月21日、ビデオバンク） ※総集編
- Candy [peach]（7月21日、ビデオバンク） ※総集編
- 初セル（8月13日、MOODYZ）
- 学校コスプレ（9月13日、MOODYZ）
- ハイパーデジタルモザイク Vol.042（10月13日、MOODYZ）
- 究極3P×4本番（11月13日、MOODYZ）
- ドリームアイドル 15（12月13日、MOODUZ）

2007年
- 強精中出しエロ玩具 8（1月13日、MOODYZ）
- 流出（9月21日、メディアバンク）

### 北田優歩 名義
2007年
- WATER POLE 31（8月10日、プレステージ） ※「Yuho」名義
- 東京25時 大都会不倫事情 Vol.04（8月10日、プレステージ） ※名義なし
- 狂乱アクメ 執行番号13（8月23日、プレステージ）
- 教育（9月1日、HMJM） ※「ゆほ」名義
- 就活女子大生面接（9月28日、アップス）
- エッチなお姉さんに誘われて 27（9月29日（レンタル）/10月26日（セル）、クリスタル映像）
- となりの美人妻 第3章（10月13日、隼エージェンシー）
- 女になれる着ぐるみ（10月18日、SODクリエイト）
- 狂おしき接吻と情交 新妻と義父（10月18日、ヒビノ）
- 人妻の淫らな告白 第2章（10月26日、Nadeshiko）
- 団地妻生中出し 11（11月2日、TMA）
- こだわりの手コキ 4時間SP 6 30人のハンドメイド（11月10日、隼エージェンシー）
- 逆ナンパ中出し 2 ナンパして中出しさせる7人のギャル（11月10日、隼エージェンシー）
- 近親相姦中出し4 5人の近親中出し物語（11月19日、ミスター・インパクト）
- 真正中出し！北田優歩（11月24日、モブスターズ）
- Beauty Style 30（11月25日、イエロー）
- HIGHSOCKS SCHOOLGIRL プレミアム（12月1日、笠倉出版社）
- フェラグランプリ 2008（12月1日、隼エージェンシー）他多数出演
- EXCITE AIR SEX（12月1日、NIRVANA）他多数出演
- オナニスト [第19章]（12月8日、隼エージェンシー）他多数出演
- S-Cute ex 15（12月8日、S-CUTE）
- 爆イキ 9（12月10日、アヴァ）
- クリスマスエンジェルズ 〜聖なる夜のハーレムサンタ〜（12月13日、MOODYZ）
- 女子校生レイプ中出し 3（12月19日、ミスター・インパクト）
- LADYスチュワーデス物語（12月20日、LADYLADY）
- MOB真正中出しスペシャル 5 & お蔵だし!ワケあり未公開映像集（12月22日、モブスターズ）

2008年
- フェラコレ2008冬SP（1月12日、隼エージェンシー）他多数出演
- 中出し了解（1月23日、プレステージ）
- 極イカセ（1月31日、笠倉出版社）
- 電マ大開脚（2月1日、映天）
- 女子大生ブランド狂い援交 2（2月8日、アップス） ※「ゆうほ」名義
- こだわりの手コキ 4時間SP 7 30人のハンドメイド（2月9日、隼エージェンシー）
- 愛しのフェラチーオ 8 6人のザーメン中毒（2月9日、隼エージェンシー）
- OL 僕の好きなお姉さん（2月15日、映天）
- 素人コギャルHEAVEN 4時間 NEO 3（2月18日、ケイ・エム・プロデュース）
- 官能小説 朗読オナニー（2月19日、イエロー）
- アンダースコートしか見たくない! 4時間（2月22日、TMA）
- 現役女教師 仮面の告白（3月1日、フリービジョン）
- 私立IP女学園 3（3月1日、アイデアポケット）
- S-Cute ex 18（3月7日、S-CUTE）
- コギャル女子校生ナンパ GROOVE！ 4時間（3月21日、ケイ・エム・プロデュース）
- アブノーマルレズ ネコとタチ（3月25日（レンタル）/4月25日（セル）、ながえスタイル）
- 絶対にバレてはいけない病院 都内某病院にて、そこの看護師と同じ制服を着て入院患者とバレないように手コキ・フェラ・エッチ（4月4日、SODクリエイト）
- 中出し痴漢バス興業（株） 5（4月17日、ナチュラルハイ）
- 手コキでベロちゅ〜 2（4月19日、イエロー）
- Bad Girl バーチャル痴女（4月20日、ホットエンターテイメント）
- 少女自慰 完全長尺版（4月25日、三和出版）他多数出演
- FELLATIO FESTIVAL 9　（5月1日、アイデアポケット）
- 膣痙攣・悶え地獄・看護師（5月8日、アイエナジー）
- 潜入! 公衆便所SEXファイル 新人女子レポーター突撃取材（5月22日、V&Rプロダクツ）
- ZERO 07 素人以上、女優未満。（6月3日、プレステージ）
- 禁断のレズビアン倶楽部（6月6日、アウダースジャパン）
- DOKIレズ 23（6月6日、アウダースジャパン）オムニバス作品
- 実録 ホームレス女子○生（6月21日、プレステージ） ※「少女C」名義
- MOB真正中出しスペシャル 6 ＆ 本物!新妻の現役自動車教習所教官!真正中出し! なるみ26歳（6月28日、モブスターズ）
- 禁断の義母と三姉妹 2（7月4日、アウダースジャパン）
- DOKIレズ 24（7月4日、アウダースジャパン）オムニバス作品
- これが噂の痙攣薬漬けJKモデル 2（7月4日、ナチュラルハイ）※「ゆうほ」名義
- パイパンスジっ娘中出し 〜ロリ系美少女遊歩ちゃん1○才 私のパイパン見て下さい〜（7月16日、ロータス） ※「遊歩」名義
- AVファンの面前で女優イジメ!!（7月20日、ホットエンターテイメント）
- 女子大生限定「パジャマパーティー」にこっそり潜入したら… ボクのま○こもち○こ!?も犯されちゃった!（8月7日、SODクリエイト）
- 女子校生SPORTS 「サーフィン&ハメ潮」（8月7日、ナチュラルハイ）
- お仕置き 3（9月1日、中嶋興業）
- 濃厚大量顔射&フェチSEX 10連発（9月5日、NEEDS）
- 監禁（9月5日、DID企画）
- Lesbian Life 5（9月19日、U&K）
- 薬漬けマンコ 全身クリトリス・淫乱パーティ（10月19日、ドグマ）
- HAREM（10月19日、ミスター・インパクト）
- 捕らえる（11月1日、DID企画）
- [フェラコレ★ナンパ編] 12人のフェラ好きギャル!（11月8日、隼エージェンシー）
- HOT感謝祭 THE 野球拳 COLISEUM（11月22日、ホットエンターテイメント）
- レズオナ。vol.3（11月28日U&K）
- 新奴隷島 第三章 守るべきもの…（12月7日、アタッカーズ）

2009年
- 狙われた女（1月10日、DID企画）
- 美少女奴隷学園 VOL.3（1月15日、テイクワン）
- ニーハイソックス 女子校生 4時間（1月16日、宇宙企画）
- 乱痴（1月20日、ホットエンターテイメント）
- WIRED PUSSY 淫肉痙攣 電気責め Vol.3（1月31日、ベイビーエンターテイメント）
- 街行く制服女子校生限定! 過激でHなレズナンパ（2月1日、V (ヴィ)）オムニバス作品
- エキサイティングヒロイン スターデッカー アダルトver.（2月9日、GIGA）
- エキサイティングヒロイン スターデッカー 危機一髪Ver（2月13日、GIGA）
- 美少女監禁飼育 6（2月15日、テイクワン） ※「ゆほ」名義
- 恥汁垂れ流し S級超絶振動アクメ（2月19日、アイエナジー）他多数出演
- クイックウーマン（3月13日、GIGA）
- フロンティア<ダウンロード限定作品>（3月27日、GIGA）
- 拉致（4月6日、DID企画）
- ヒロイン洗脳 Vol.06 ハイパーレディー編（4月24日、GIGA）
- イラマ＆ビンタ3（5月1日、中嶋興業）
- 奴隷城（5月7日、アタッカーズ）
- 君のお尻が許せない 01（5月15日、ゴーゴーズ）
- Beauty Style Best 3（5月19日、イエロー）
- ヒロイン陵辱 Vol.20 シークレット・ガードナー編（5月22日、GIGA）
- 女狩り（5月29日、DID企画）
- レズまんぐり返しSP（6月5日、アウダースジャパン）
- 性癖告痴 004（6月19日、ゴーゴーズ）
- エムズ小便学園（6月19日、エムズビデオグループ）
- 奴隷城 2（7月7日、アタッカーズ）
- きもち良すぎて寄り目になるの。（7月19日、乱丸）
- 襲う（7月30日、DID企画）
- 三角ビキニで亀頭手コキ責め with くつ下 ロリロリ編（9月4日、映天）
- 秋の妄想祭 リアルドキュメンタリースペシャル（9月5日、SODクリエイト）
- 鳴き虫な人妻アナル 悲鳴は雨音にかき消されて―（9月7日、アタッカーズ）
- 突然2回連続でしゃぶられちゃった僕。その4（9月13日、アロマ企画）
- 悶絶アクメ地獄 4時間（9月18日、メディアバンク）
- 舐められ倶楽部 オムニバス 〜Four Special Rooms〜（9月25日、アロマ企画）
- 小便ぶっかけ飲尿4時間 総勢15名（10月19日、エムズビデオグループ）
- 自画撮り 私の変態オナニー（10月25日、アロマ企画）
- ディルドにまたがる女優たち3（10月25日、アロマ企画）
- ビキニブリーフ穿いたまま狂うほど焦らされちゃった僕。（11月13日、アロマ企画）
- フェラナンパ（11月15日、隼エージェンシー）
- ザ・乱交8時間 (11月20日、ミスター・インパクト)
- 突然パンチラで挑発されてこっそりシゴいちゃった僕。その3（12月25日、アロマ企画）
- 女体拷問研究所 セカンド VOL.4（12月26日、BabyEntertainment）

2010年
- 人妻8時間　5（1月15日、隼エージェンシー）
- おにいちゃん、エッチしよっ（1月23日、サムシング）
- 少女肉壷扱い 05（1月24日、ラマ）
- お仕置きスペシャル 立たされっ娘（2月1日、中嶋興業）
- 極逝コレクター 悪魔の無限快楽拷問椅子 4（2月6日、BabyEntertainment）
- 穴奴隷 変態レズ病棟（2月18日、LADY LADY）
- バレちゃいけない緊張感が余計に欲情させる こっそり手コキ（3月25日、アロマ企画）
- 対面相互愛撫 ま○こイジりながらち○ぽシゴかれちゃった僕。その3（4月13日、アロマ企画）
- OLレズビアン オフィス生まれの肉体関係（5月19日、アンナと花子）
- 美少女肉奴隷コレクション 01（5月20日、テイクワン）
- 美少女肉奴隷コレクション 04（8月15日、テイクワン）
- のぞみ＆沙希 襲われた女（10月1日、DID企画）
- 犯されたい私 アノ時のように感じて…（10月1日、レジェンド・ピクチャーズ）
- 部活少女 肉壷扱い 12人4時間コレクション VOL.1（11月26日、ラマ）

2011年
- 大好き!!小悪魔!!（5月13日、ミスター・インパクト）

## 電子書籍
立花もえ 名義
- 妹のめばえ （2006年7月6日、イースト・プレス）

北田優歩 名義
- AV女優 エロ人形館 北田優歩写真集 1, 2, 3, 4, 5, 6, 7 （2009年2月27日、渡部製作所）